# Ha Seong-nan
Ha Seong-nan (nacida en 1967) es una escritora surcoreana.

## Biografía
Ha Seong-nan nació en Seúl y estudió Creación Literaria en el Instituto de las Artes de Seúl. Fue la mayor de tres hermanos y por eso a veces tuvo que hacer el papel de hijo mayor. Empezó a escribir durante la escuela primaria y en el bachillerato ya escribía relatos y ganaba premios en la escuela. Después de acabar el bachillerato, empezó a trabajar en una empresa de importación de madera y entró a la carrera de Creación Literaria del Instituto de Seúl de Artes en 1990. Después de graduarse, trabajó para la editorial Moonji. Continuó escribiendo durante todo este tiempo y debutó en 1996 con el relato "La hierba". Ganó el prestigioso Premio Literario Dong-in con el relato "Molde de flores", además del Premio Literario Hyeondae Munhak por "El tiempo alfa". También ha recibido el Premio Literario Yisu y el Premio Literario Hankook Ilbo. En 2007 tuvo a su segundo hijo y actualmente vive en Mapo, Seúl.

## Obra
Han Seong-nan es conocida por lo que los críticos llaman la "descripción microscópica". Sus primeras obras, en particular, son un perfecto ejemplo de su capacidad para describr meticulosamente los detalles de los personajes y los sucesos sin necesidad de verbosidad o sentimentalismos. Más allá de su destreza con las descripciones, su obra muestra un conocimiento del tema que trata, además del cuidado con el que examina los sucesos aparentemente más mundanos y triviales. A menudo, no utiliza la descripción directa de la apariencia exterior o la personalidad para mostrar a un personaje, sino que usa una compleja imagen de la memoria, expresiones, paisajes y objetos circundantes que dan vida al personaje. "Flores de molde" muestra a un hombre que busca la verdad a través de la basura. Cada bolsa de basura tiene una firma particular de la casa que la llenó, piensa él, pero, incluso después de examinar cientos de bolsas de basura, es incapaz de establecer una relación con sentido con las personas.
En los últimos años ha mostrado un interés creciente por temas sociales. La primera mujer de Barba azul es una recopilación de relatos sobre incidentes conmocionantes que pueden aparecer en las páginas de cualquier periódico local. En la historia que da nombre a la antología, una mujer se casa con un coreano que vive en Nueva Zelanda y se entera de la homosexualidad de su marido; "París" retrata el descenso a la locura de un policía de una ciudad pequeña. En su ficción, los incidentes como asesinatos, incendios y robos se tratan sin sensacionalismo. Usa esos momentos de sacudidas en la vida para enfatizar la fragilidad de la felicidad y el sentido de vacío que es el núcleo de la existencia.

## Obras en coreano (lista parcial)
Recopilaciones de relatos
- La mujer de al lado (1999)
- La primera mujer de Barba Azul (2002)
- El sabor del verano (2013)
- La oblea (2006)

Novelas
- La alegría de comer (1998)
- Pensión Sapporo (2000)
- A (2010)

## Premios
- Premio Literario Dong-in (1999 - "Molde de flor")
- Premio Literario Hankook Ilbo (2000 - "¡Gloria al mundo, ha venido el señor!")
- Premio Literario Isu (2004)
- Premio Literario Oh Yeong-su (2008)
- Premio de Literatura Moderna (2009)